# Torrington (Wyoming)
Pour les articles homonymes, voir Torrington.
Cet article possède un paronyme, voir Thorrington.
La ville de Torrington est le siège du comté de Goshen, dans l’État du Wyoming, aux États-Unis. Sa population s’élevait à 6 501 habitants lors du recensement de 2010, estimée à 6 691 habitants en 2017.

## Presse
Le journal local est le Torrington Telegram.

## Galerie photographique

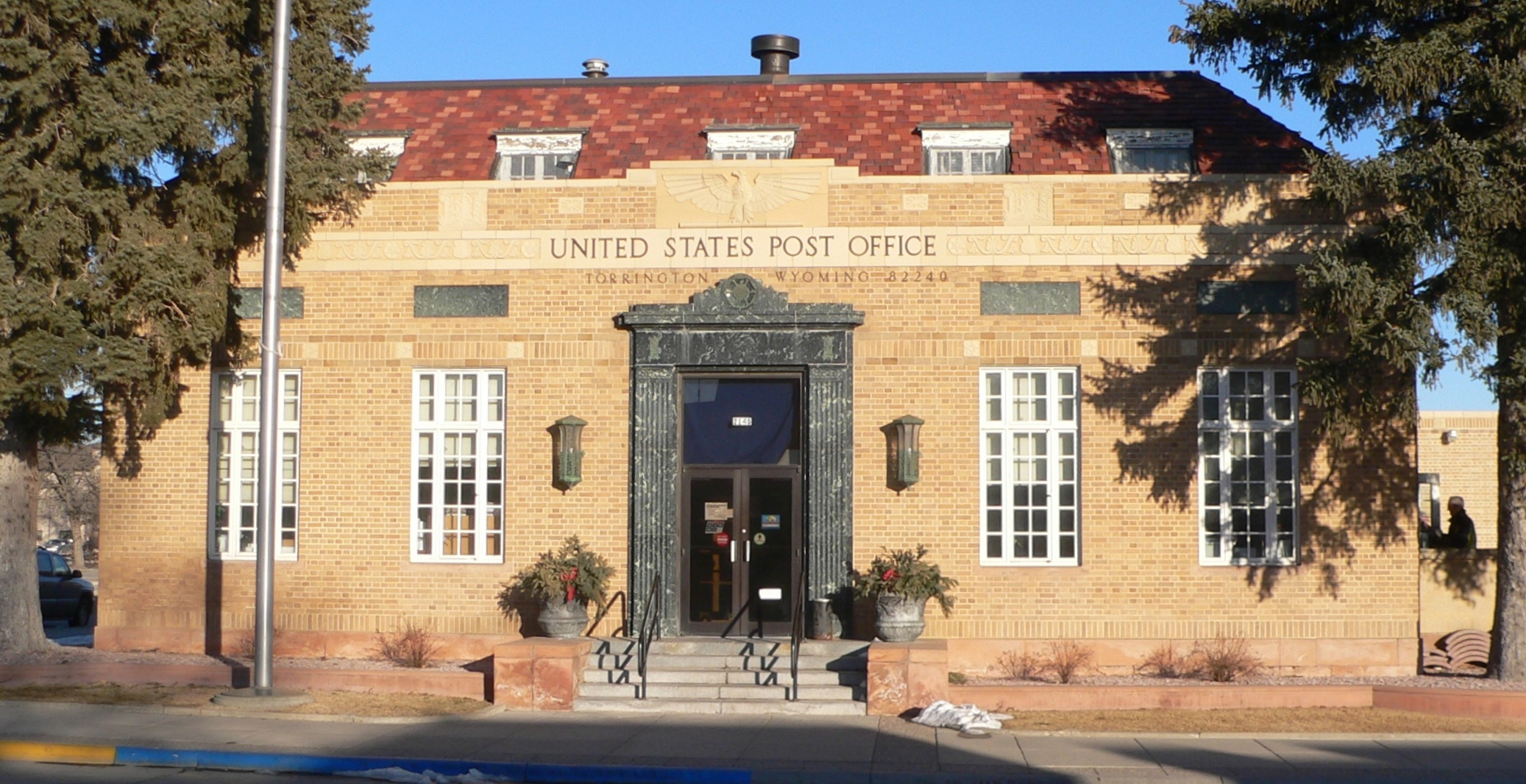
Le bureau de poste
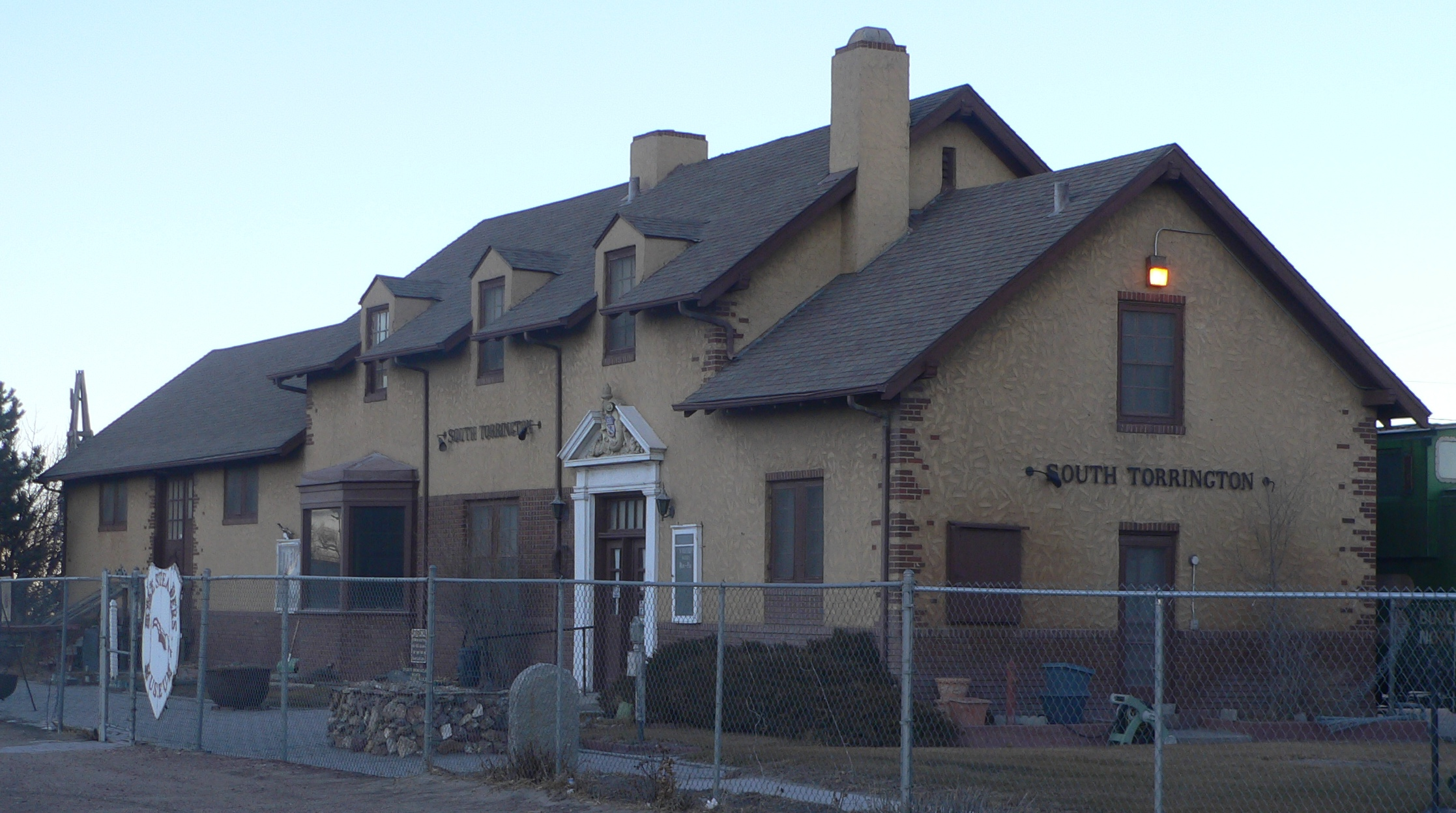
Le dépôt ferroviaire

## Source
- (en) Cet article est partiellement ou en totalité issu de l’article de Wikipédia en anglais intitulé « Torrington, Wyoming » (voir la liste des auteurs).